# S.P. Grottammare 1899
Società Polisportiva Grottammare 1899 là một câu lạc bộ bóng đá Ý có trự sở tại Grottammare, Marche. Màu sắc của đội là trắng và xanh nhạt.